# Parafia św. Jana Ewangelisty w Polubiczach Wiejskich
Parafia św. Jana Ewangelisty w Polubiczach Wiejskich – parafia rzymskokatolicka w Polubiczach Wiejskich.
Pierwotny kościół drewniany, wybudowany w 1810 r., zamieniony został w 1875 r. na cerkiew; rekoncyliowany w 1917 r., a w 1919 r. utworzona parafia. Obecny kościół parafialny drewniany, przeniesiony z parafii Podedwórze w 1921 r. Bez wyraźnych cech stylowych.
Parafia ma księgi metrykalne od 1920.
Terytorium parafii obejmuje: Polubicze Dworskie, Polubicze Wiejskie Pierwsze oraz Polubicze Wiejskie Drugie.